# Васильково (Зеленоградский район)
Васильково — посёлок в Зеленоградском районе Калининградской области. Входит в состав Ковровского сельского поселения.

## История
Поселение Кирснейдин было основано в 1379 году. В 1549 году было переименовано в Киршнайден. В 1785 году — в Киршкенен. Более позднее название — Киршненен.
В 1910 году в поселении проживало 163 человека, в 1933 году — 490 жителей, в 1939 году — 489 жителей.
В 1946 году Киршненен был переименован в посёлок Васильково.

## Население
| 2002 | 2010 |
| ---- | ---- |
| 98   | ↗103 |